# Darča
Darča (3360 m n.m.) je vas ob reki Baga v regiji Lahul v okraju Lahul in Spiti v severni Indiji v Indijski zvezni državi  Himačal Pradeš. Predstavlja najsevernejši kraj v Himačal Pradeš s stalno poselitvijo ob cesti  Manali - Leh.
Vas ima 65 gospodinjstev in vsega skupaj 298 prebivalcev. V vasi je šola  z razredi 10+2 in Center osnovnega zdravstva. Do vasi je speljana električna napeljava in telefonska povezava. Vas leži na obeh straneh reke Baga. Nahaja se 7 km severovzhodno od Džispa (angl: Jispa), 30 km severovzhodno od Kejlonga, 145 km severno od Manali, 78 km jugozahodno od meje z Džamu in Kašmirjem in 328 km jugozahodno od Leha (razdalja po cesti Manali – Leh).
Vas je izhodišče  pohodnike za treking do 130 km oddaljenega Padema v Zanskarju oziroma Ladaku preko prelaza Šingo La ali prelaza Baralača. V vasi je policijska cestna kontrola. Od te vasi naprej na poti v Zanskar ne rastejo več drevesa. 